# 李劍青
李劍青（1977年12月5日—），中國男歌手、詞曲作家、音樂製作人、小提琴手、吉他手，生於廣西桂林市。曾任廣西交響樂團副首席小提琴手，現為音樂人。知名作品有《匆匆》、《為你平定的天下》、《平凡故事》、《出城》等。

## 生平與經歷
李劍青從小家庭環境並不富裕，他在訪談時曾這麼描述：「一家人擠在幾平方米的小房子里，一下雨就到處漏水。12歲之前，從不知牛奶的滋味。」。在鞋模工廠做鉗工的父親，其實擅長琴棋書畫，期望李劍青也能具備音樂的素養。雖然他們負擔不起學習音樂的花費，但他父親的棋友裡正巧有一位小提琴家朱曉音先生（桂林歌舞團管弦樂團小提琴首席），願意免費教李劍青小提琴，成了他的音樂啟蒙老師。劍青從7歲半開始練習小提琴，憑藉著他的努力與絕佳音感的天份，在1990年考取廣西藝術學院，12歲的他離開桂林老家，展開獨自一人在異鄉南寧攻讀小提琴專業的生活。因為少年離家的經歷，加上後來唯一的哥哥车祸英年早逝，李劍青對家鄉有很深的感悟，特別是他與母親之間，感情極好。。
李劍青1996年加入紫太陽樂隊，擔任主唱與節奏吉他手，樂隊成員包括：何鎮國（吉他手）、葉明玉（键盘手）、蔡嘉嘉（貝斯手）、阮軍（鼓手）。2000年，自廣西藝術學院大學畢業，考進廣西交響樂團，擔任副首席小提琴手。同年，紫太陽樂隊參加“全國高校原創歌曲大賽”，憑借歌曲《摘葡萄》獲得“最佳作曲獎”。2001年，李劍青憑借歌曲《夢天堂》獲得第2屆廣西創作歌曲先鋒榜“最佳演繹獎”。2003年，紫太陽樂隊在“第2屆冰力先鋒校園樂隊選拔賽”的總決賽中獲得全國亞軍。2004年，紫太陽樂隊憑借歌曲《願望》獲得第三屆暨第四屆廣西創作歌曲先鋒榜十大金曲頒獎典禮“十大金曲獎”。2005年，紫太陽樂隊受邀在“第3屆冰力先鋒校園樂隊選拔賽”中表演，李劍青藉機向李宗盛遞出一張樂隊的demo，李宗盛聽了之後認為其中的詞曲頗為特別，因此主動與李劍青建立了聯繫。在進行過一些詞曲、和聲編排方面的合作後，李宗盛正式邀請李劍青至北京工作，迄今師徒二人已合作近二十年，為當今華語樂壇少見的匠人傳承。
李劍青為全能型音樂人，除了個人的創作與演唱，也曾為許多歌手詞曲創作、編曲、編寫和聲與弦樂、擔任製作人、和聲與樂手等。2005年，他創作的曲子《芥末不辣》被姚謙選錄至江美琪的專輯《戀人心中有一首詩》；同年，他參與了李宗盛的音樂劇《電影之歌》的和聲編排與演唱。2006年4月，為余憲忠的專輯《慢慢愛》詞曲創作《等待是愛情的一種方式》；8月，為林憶蓮的專輯《呼吸》詞曲創作《玩伴》；9月，為孟庭葦的專輯《幸福感》詞曲創作《我們仨》並作曲《看著你的眼鏡微笑》；11月，為品冠的專輯《愛到無可救藥》詞曲創作《橋》。2007年12月，為周筆暢的專輯《WOW》作曲《為了認識你》。2008年4月，為品冠的專輯《那些女孩教我的事》作曲《小白很乖》。2011年，李劍青擔任楊宗緯《原色》專輯的執行製作人，該專輯不但收錄了他的五首曲子，包括《懷珠》、《底細》、《前戲》、《光影》、《唱錯歌詞》，他還參與了編曲、演奏、配唱、剪輯等繁瑣而大量的幕後工作，知名詞人文雅曾這麼形容李劍青與原色專輯：「在這張唱片裏，如果說宗緯是靈魂，大哥是頭腦，那麼劍青則是骨骼和血肉。我旁邊站著的這個自稱『音樂民工』的人，是我們行業最優秀甚至頂尖的音樂人。他早已羽翼豐滿，但並未急於振翅。沉靜，抽離，樸素，但卻有不動聲色的鋒芒感。音樂於他，是硌在生命中的沙粒，經過漫長而痛苦的磨礪，懷著癡狂和深邃的情感，分泌出有血肉的才華。是的，時間賦予貝殼的定義是珍珠，他是那枚，懷珠的貝。」。2012年，擔任白安專輯《麥田捕手》製作人。2020年，擔任李宗盛音樂劇《當愛已成往事》的弦樂與和聲編曲。此外，2010年迄今，李劍青參與汪峯”生無所求”、”存在”、“信仰”演唱會，鍾漢良”S-party”演唱會、張清芳”芳華盛宴”演唱會、劉若英“脱掉高跟鞋”、“Renext我敢”演唱會，五月天“人生無限公司”演唱會，以及李宗盛”縱貫線”、“理性與感性”、“既然青春留不住”、“還是做個大叔好”、“有歌之年”演唱會，擔任小提琴手、吉他手、和聲與演唱嘉賓。
李劍青的音樂旋律獨特，編排精緻，且敘事感強。在從事幕後音樂工作多年後，李劍青於2013年11月16日在李宗盛“既然青春留不住”的北京場，首唱《匆匆》以及他與李宗盛合作的詩經系列作品之一，《伐檀》，引起廣大回響。同年12月23日，發行個人首張單曲《匆匆》，並於2016年，受邀東方衛視跨年晚會，與李宗盛一同演出《匆匆》，展現他鮮為人知的演唱才華。2017年7月24日，發行個人首張專輯《仍是異鄉人》，其中收錄了《在家鄉》、《出城》、《姥姥》等7首歌曲，包括重新演繹的《匆匆2017》。這張專輯獲得許多獎項，包括2018年6月，《在家鄉》提名第29屆台灣金曲獎“最佳作曲獎”；7月6日，李劍青獲得中國TOP排行榜“年度新人獎”；7月31日，《姥姥》獲得第2屆唱工委音樂獎“最佳編曲獎”；8月29日，《出城》獲得華人歌曲音樂盛典“年度金曲獎”；12月8日，獲得第12屆音樂盛典咪咕匯“年度最佳人氣唱作人獎”；12月15日，《出城》獲得華語金曲獎“年度最佳作曲人獎”。2018年，由劉若英執導的電影後來的我們男主角林見清是直接借用音樂人李劍青的名字，李劍青不但在電影中客串演出地下道街頭音樂人，其《平凡故事》也被收錄為該電影插曲。2018年9月，電影《找到你》同名主題曲MV上線，該主題曲由李劍青作詞、作曲並獻唱 。李劍青曾在訪談中表示，一直以來對自己的定位仍為"音樂工作者"，並不以發行個人專輯或幕前演唱為唯一目標。

## 音樂作品

### 個人專輯
| 專輯名稱                         | 發行日期      | 唱片公司 | 曲目 |
| -------------------------------- | ------------- | -------- | --- |
| 《仍是異鄉人》Still An Outlander | 2017年7月24日 | 相信音樂 | 1. 在家鄉 Hometown 2. 不變的事 Things That Will Never Change 3. 出城 Journey Home 4. 平凡故事 Ordinary Story 5. 姥姥 Grandmom 6. 匆匆2017 In a Flash 7. 讀。匆匆 In a Flash-V.O Version |

### 個人單曲
| 曲目           | 專輯名稱                | 發行日期       | 唱片公司 |
| -------------- | ----------------------- | -------------- | -------- |
| 匆匆           | 《匆匆》                | 2013年12月23日 | 相信音樂 |
| 為你平定的天下 | 风中奇缘 (电视剧)原聲帶 | 2014年10月10日 | 相信音樂 |
| 送你一首過年歌 | 《送你一首過年歌》      | 2016年7月21日  | 相信音樂 |
| 找到你         | 《找到你》              | 2018年9月17日  | 相信音樂 |

### 專輯製作
| 演唱者 | 專輯名稱          | 發行年份 | 附註     |
| ------ | ----------------- | -------- | -------- |
| 楊宗緯 | 原色 (專輯)       | 2011年   | 執行製作 |
| 白安   | 麥田捕手 (專輯)   | 2012年   | 全製作   |
| 李劍青 | 匆匆_(單曲)       | 2013年   | 製作     |
| 李劍青 | 仍是異鄉人_(專輯) | 2017年   | 執行製作 |

### 為他人創作歌曲
| 發行年份 | 演唱者 | 歌曲名稱                     | 專輯名稱           | 附註       |
| -------- | ------ | ---------------------------- | ------------------ | ---------- |
| 2005年   | 江美琪 | 芥末不辣                     | 恋人心中有一首诗   | 作曲       |
| 2005年   | 黎明   | 妹子                         | 一个故事           | 作词、作曲 |
| 2006年   | 余宪忠 | 等待是爱情的一种方式(天冷了) | 慢慢爱             | 作词、作曲 |
| 2006年   | 林忆莲 | 玩伴                         | 呼吸               | 作词、作曲 |
| 2006年   | 孟庭苇 | 看着你的眼睛微笑             | 幸福感             | 作曲       |
| 2006年   | 孟庭苇 | 我们仨                       | 幸福感             | 作词、作曲 |
| 2006年   | 品冠   | 桥                           | 爱到无可救药       | 作词、作曲 |
| 2007年   | 周笔畅 | 为了认识你                   | WOW                | 作曲       |
| 2007年   | 袁泉   | 你是毕卡索                   | 孤独的花朵         | 作曲       |
| 2008年   | 品冠   | 小白很乖                     | 那些女孩教的事     | 作曲       |
| 2011年   | 杨宗纬 | 怀珠                         | 原色               | 作曲       |
| 2011年   | 杨宗纬 | 底细                         | 原色               | 作曲       |
| 2011年   | 杨宗纬 | 前戏                         | 原色               | 作曲       |
| 2011年   | 杨宗纬 | 光影                         | 原色               | 作曲       |
| 2011年   | 杨宗纬 | 唱错歌词                     | 原色               | 作曲       |
| 2012年   | 信     | 我记得                       | 我记得             | 作曲       |
| 2012年   | 丁噹   | 白頭吟                       | 風中奇緣電視原聲帶 | 作曲       |
| 2014年   | 莫文蔚 | 搖籃曲                       | 不散，不見         | 作曲       |
| 2015年   | 周華健 | 已讀不回                     | 已讀不回           | 作曲       |
| 2016年   | 張碧晨 | 初夏之溫                     | 開往早晨的午夜     | 作曲       |

## 演唱會與音樂節專場
| 名稱                                   | 日期           | 城市   | 場館                                   |
| -------------------------------------- | -------------- | ------ | -------------------------------------- |
| 《不願落地的果實》李劍青作品音樂會     | 2017年7月27日  | 北京市 | Blue Note                              |
| 《仍是異鄉人》作品音樂會               | 2017年8月25日  | 成都市 | 世外桃源劇場                           |
| 簡單生活節《李劍青》專場               | 2017年10月8日  | 上海市 | 世博公園大地舞台                       |
| 《仍是異鄉人》作品音樂會               | 2017年10月29日 | 臺北市 | 華山文創園區離線咖啡                   |
| 《仍是異鄉人》作品音樂會               | 2018年5月5日   | 廣州市 | 中央車站                               |
| 西湖音樂節《李劍青》專場               | 2018年5月14日  | 杭州市 | 太子灣公園日光風車舞台                 |
| 《仍是異鄉人》作品音樂會               | 2018年7月27日  | 台中市 | Legacy                                 |
| 《仍是異鄉人》作品音樂會               | 2018年7月29日  | 臺北市 | 台北音樂傳記音樂展演空間 Legacy Taipei |
| 麥田音樂節《李劍青》專場               | 2018年9月24日  | 北京市 | 長陽音樂主題公園                       |
| 《仍是異鄉人》作品音樂會               | 2018年10月14日 | 上海市 | 大觀舞台                               |
| 簡單生活節《李劍青》專場               | 2018年10月21日 | 武漢市 | 花博匯                                 |
| 《仍是異鄉人》作品音樂會               | 2018年12月7日  | 廈門市 | Mao Live House                         |
| 《仍是異鄉人》作品音樂會               | 2018年12月9日  | 廣州市 | Mao Live House                         |
| 《仍是異鄉人》作品音樂會               | 2018年12月22日 | 上海市 | Modern Sky Lab                         |
| 《仍是異鄉人》作品音樂會               | 2018年12月23日 | 北京市 | Mao Live House                         |
| BBF比特節拍音樂節《李劍青》專場        | 2019年5月17日  | 成都市 | 成都國際非物質文阿虎遺產博覽園         |
| 相信音樂藍色耶誕節音樂會《李劍青》專場 | 2019年12月15日 | 廣州市 | 中央車站                               |

## 外部連結
- 李劍青的新浪微博
- YouTube上的李劍青頻道